# Klein Krauscha
Klein Krauscha (obersorbisch Krušowk) ist ein Ortsteil der Gemeinde Neißeaue im Landkreis Görlitz in Sachsen. Bis 1938 war der Ort ein Ortsteil von Niederrengersdorf und anschließend bis 1968 von Kodersdorf. Danach gehörte Klein Krauscha bis zum 1. Juli 1995 als Ortsteil zu Kaltwasser. Klein Krauscha gehört dem Verwaltungsverband Weißer Schöps/Neiße an.

## Lage
Klein Krauscha liegt in der Oberlausitz, rund zehn Kilometer südöstlich von Niesky und elf Kilometer nördlich von Görlitz. Umliegende Ortschaften sind Kaltwasser im Norden, Groß Krauscha im Südosten, Kodersdorf-Bahnhof und Mückenhain im Westen sowie Horka im Nordwesten. Klein Krauscha liegt an der Kreisstraße 8434 und an der im Ort abzweigenden Kreisstraße 8432.

## Geschichte
Klein Krauscha wurde im Jahr 1408 unter der Bezeichnung Chruschaw und 1411 als Krusche erwähnt. Ab 1419 kam die Zusatzbezeichnung Crausche parva hinzu. 1495 lautete der Ortsname Kleinkrausche, seit 1791 ist der Ort unter seinem heutigen Namen bekannt. Ursprünglich war Klein Krauscha ein Vorwerk in Form einer Schäferei des Rittergutes Niederrengersdorf. Kirchlich gehört Klein Krauscha zu Zodel, ein Teil des Ortes war früher nach Rengersdorf eingepfarrt. Anfang des 19. Jahrhunderts lebten sechs Gärtnerfamilien in dem Dorf.
Nach der auf dem Wiener Kongress beschlossenen Teilung des Königreiches Sachsen kam Klein Krauscha mit der gesamten Oberlausitz an das Königreich Preußen. Dort gehörte der Ort zum Regierungsbezirk Liegnitz in der Provinz Niederschlesien. Bei der Gebietsreform im Jahr 1816 wurde Klein Krauscha dem Landkreis Görlitz zugeschlagen. 1825 hatte das Dorf 54 Einwohner. Ab 1874 gehörte Klein Krauscha als Teil der Gemeinde Niederrengersdorf zum Amtsbezirk Rengersdorf, in dem sich die Gemeinden Niederrengersdorf, Oberrengersdorf und Torga zu einer Verwaltungsgemeinschaft zusammengeschlossen hatten. Im Jahr 1928 wurde der Gutsbezirk Klein Krauscha ebenfalls nach Niederrengersdorf eingegliedert. 1938 wurde Niederrengersdorf nach Kodersdorf eingemeindet. Im gleichen Jahr wurden die Provinzen Niederschlesien und Oberschlesien zu einer neuen Provinz Schlesien vereinigt, die jedoch nur drei Jahre später wieder aufgelöst wurde.
Nach dem Ende des Zweiten Weltkrieges wurde Klein Krauscha Teil der Sowjetischen Besatzungszone. Ab 1947 gehörte das Dorf zum Landkreis Weißwasser-Görlitz (später umbenannt in Landkreis Niesky). Bei der DDR-Kreisreform kam Klein Krauscha zum Kreis Niesky im Bezirk Dresden. Nach der Wiedervereinigung gehörte Klein Krauscha zunächst zum Landkreis Niesky im Freistaat Sachsen. Im Jahr 1968 erfolgte die Umgliederung aus der Gemeinde Kodersdorf nach Kaltwasser. Bei der Kreisreform im Jahr 1994 wurde die Gemeinde Kaltwasser mit dem Ortsteil Klein Krauscha dem neu gebildeten Niederschlesischen Oberlausitzkreis zugeordnet. Am 1. Juli 1995 fusionierte die Gemeinde Kaltwasser mit Groß Krauscha und Zodel zu der neuen Gemeinde Neißeaue.
Im Jahr 1996 wurde die Gemeinde Neißeaue dem Verwaltungsverband Weißer Schöps/Neiße zugeordnet. Der Niederschlesische Oberlausitzkreis wurde im August 2008 aufgelöst, seitdem gehört Klein Krauscha zum Landkreis Görlitz.

## Kulturdenkmale
Für das Dorf Klein Krauscha sind laut Landesamt für Denkmalpflege Sachsen drei Kulturdenkmale verzeichnet. Diese sind das Wohnhaus eines Vierseithofes aus dem Jahr 1888, ein Wohnstallhaus aus dem 19. Jahrhundert und ein in den 1920er-Jahren erbautes Transformatorenhäuschen neben dem denkmalgeschützten Vierseithof.